# Heathrow Terminal 5 Parking Pod

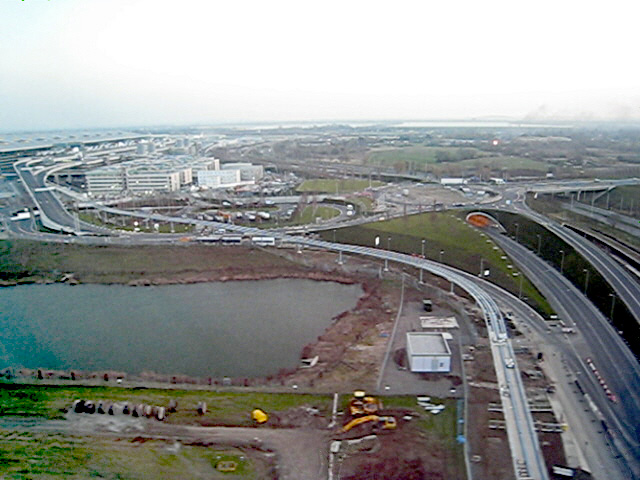
Vue d'ensemble du PRT de l'aéroport d'Heathrow

Le système ULTra de taxi robot a été mis en service en septembre 2011. Il relie le terminal 5 de l'aéroport de Londres Heathrow à son parking passagers, juste au nord de l'aéroport, par une ligne de 3,8 km (voie simple) avec trois stations construites pour BAA, propriétaire et exploitant de l'aéroport. Le développement du système, qui comprend 21 véhicules, a coûté 30 millions de livres.

## Histoire
Sur la base d'un projet plus ancien développé à partir de 1995 à Bristol, le projet de taxi robot ULTra, financé en partie par le gouvernement britannique, fut initié par la société anglaise  Advanced Transport Systems en 1999 et a reçu l'autorisation de transporter des personnes en 2003. 
Après avoir lancé un appel d'offres en août 2004, BAA annonce en octobre 2005 la signature d'un accord avec Advanced Transport Systems Ltd pour le développement du système de transport rapide personnel (PRT) ULTra. L'accord prévoit que BAA pourrait investir jusqu'à 7,5 millions de livres sterling dans le projet. L'investissement initial de 1,1 million de livres sterling sera utilisé par ATS pour commercialiser son prototype véhicules et développer des logiciels pour BAA. Une fois tous les jalons franchis, un programme pilote d'un an sera introduit au terminal 5, alors en construction, en 2008. 
Le Terminal 5 est mis en service en mars 2008. La construction de la voie de guidage est achevée en octobre 2008. La ligne est en grande partie surélevée, mais elle comprend une section au niveau du sol. Les trois stations, dont une dans le parking du terminal, ont été conçues par Gebler Tooth Architects, ainsi que l'interface tactile permettant aux passagers de sélectionner leur destination pendant leur voyage. 
La construction des 21 véhicules destinés à l'aéroport d'Heathrow a débuté en 2008. Les tests opérationnels avec les véhicules débutent le 7 juillet 2009. Ces tests ont subi un retard important à cause d'un changement de fréquence pour la communication entre les véhicules de 2,1 GHz à 5 GHz, pour ne pas interférer avec le système de gestion automatique des bagages du terminal 5 de l'aéroport, ce qui a demandé de nouvelles validations.
Les tests portant sur un véhicule se déplaçant tout seul sur le réseau se sont terminés en octobre 2009, puis des tests avec plusieurs véhicules ont eu lieu, et enfin ce sont les tests avec des passagers qui ont lieu depuis mars 2010. 
D'abord prévue pour fin 2009, le système a commencé les essais passagers réservée au personnel de l'aéroport  en octobre 2010, a été mis en service complet 22 heures par jour, 7 jours par semaine, en mai 2011. 
La mise en service officielle a débuté en avril 2011. La mise en service complète a eu lieu en septembre 2011.

## Fonctionnement du système

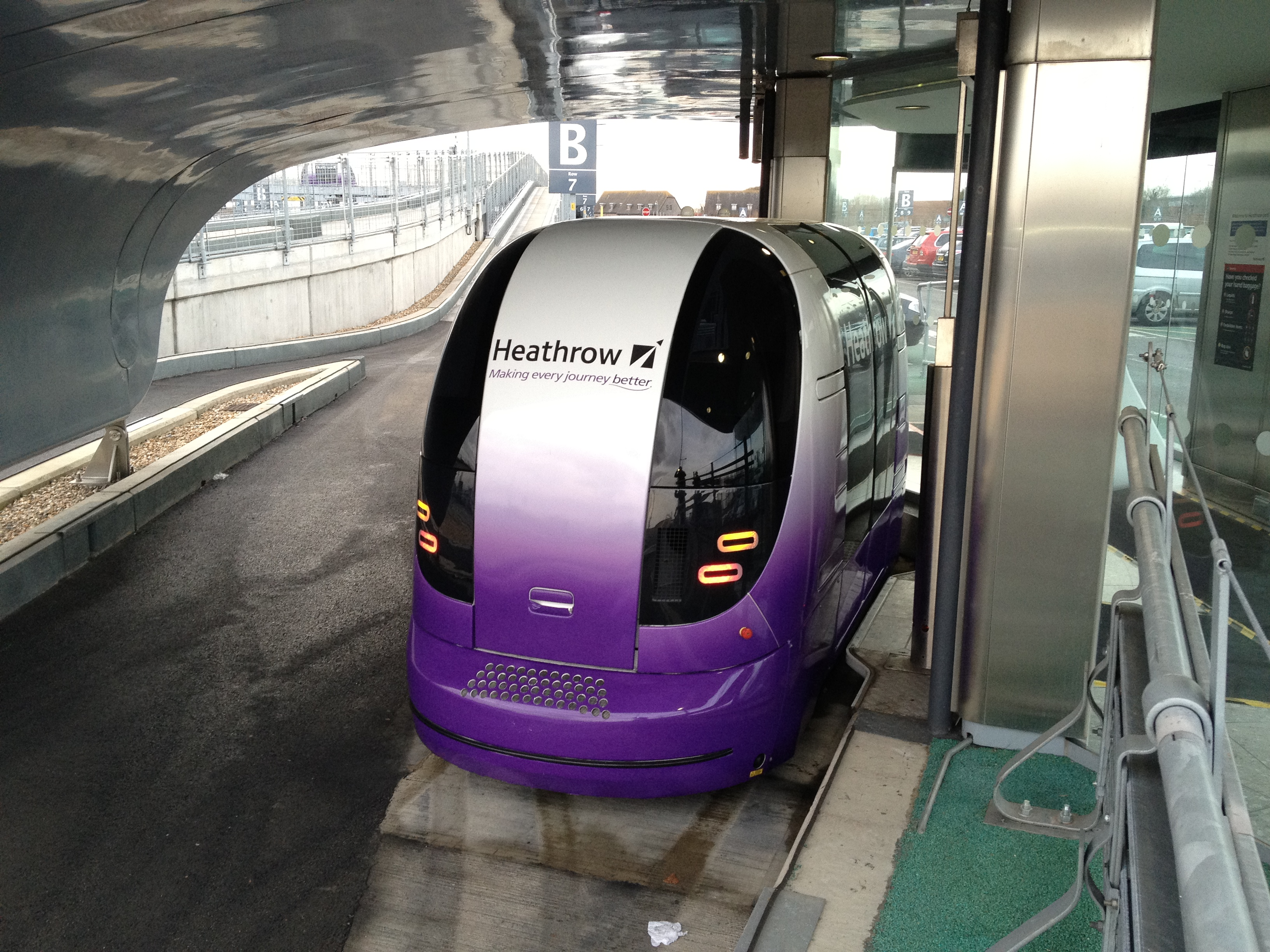
Un pod en station à l'aéroport d'Heathrow

Les passagers entrent où ils veulent aller dans le panneau de sélection de destination à écran tactile. Les pods étant un service à la demande, les passagers n'ont pas à partager un pod avec des étrangers et peuvent sélectionner leur destination sans aucun arrêt intermédiaire. 
Le système est entièrement automatique et fonctionne par guidage laser. Les véhicules sur pneus fonctionnent sur batterie et peuvent transporter jusqu'à six passagers. Ils circulent sur une piste en béton supportée par une structure en acier. Leur vitesse maximale est de 40 km/h Le voyage dure cinq minutes.

## Exploitation du système
Les statistiques opérationnelles en mai 2012 indiquent plus de 99% de fiabilité et un temps d'attente moyen des passagers de 10 secondes. Les développeurs s'attendaient à ce que les utilisateurs attendent en moyenne environ 12 secondes, avec 95% des passagers attendant moins d'une minute pour leur pod privé.
Les pods consomment 50% moins d'énergie qu'un bus et fonctionnent 22 h par jour. Contrairement à presque tout le trafic routier et ferroviaire du Royaume-Uni, qui roule à gauche, le système PRT roule à droite.  
La fréquentation du système est de 1000 voyageurs par jour.

## Extensions du système
L'extension du système à l'ensemble de l'aéroport est envisagée.